# Lista monumentelor istorice din județul Satu Mare

Simbol utilizat în România pentru monumentele istorice

Lista monumentelor istorice din județul Satu Mare cuprinde monumentele istorice din județul Satu Mare înscrise în Patrimoniul cultural național al României. Lista completă este menținută și actualizată periodic de către Ministerul Culturii, Cultelor și Patrimoniului Național din România, ultima versiune datând din 2015.

| Cod LMI                               | Denumire                                                                                | Localitate                                      | Localizare                                                                                   | Datare, Creatori                              | Imagine               | Erori             |
| ------------------------------------- | --------------------------------------------------------------------------------------- | ----------------------------------------------- | -------------------------------------------------------------------------------------------- | --------------------------------------------- | --------------------- | ----------------- |
| SM-I-s-B-05158 (RAN: 136492.01)       | Fragment zid incintă cetate medievală                                                   | municipiul Satu Mare                            | La intersecția străzilor Aurel Popp cu H. Coandă, lângă podul Decebal                        | sec. XVI - XVIII                              |                       | Raportează eroare |
| SM-I-s-A-05159 (RAN: 137684.02)       | Situl arheologic de la Satu Mare, punct „Cuptoare”                                      | municipiul Satu Mare                            | „Cuptoare” (la fermele fostului IAS Dorolț)                                                  | sec. II - IV p. Chr.                          | Încarcă foto \| video | Raportează eroare |
| SM-I-s-B-05160 (RAN: 136722.06)       | Situl arheologic de la Acâș - punct „Moară”                                             | sat Acâș; comuna Acâș                           | „Moară”, La 300 m sud de moară pe malul stâng al râului Crasna                               |                                               | Încarcă foto \| video | Raportează eroare |
| SM-I-m-B-05160.01                     | Așezare                                                                                 | sat Acâș; comuna Acâș                           | „Moară”, La 300 m sud de moară pe malul stâng al râului Crasna                               | sec. VIII                                     | Încarcă foto \| video | Raportează eroare |
| SM-I-m-B-05160.02                     | Așezare                                                                                 | sat Acâș; comuna Acâș                           | „Moară”, La 300 m sud de moară pe malul stâng al râului Crasna                               | sec. II - III p. Chr.                         | Încarcă foto \| video | Raportează eroare |
| SM-I-m-B-05160.03                     | Așezare                                                                                 | sat Acâș; comuna Acâș                           | „Moară”, La 300 m sud de moară pe malul stâng al râului Crasna                               | sec. I a. Chr.-I p. Chr.                      | Încarcă foto \| video | Raportează eroare |
| SM-I-m-B-05160.04                     | Așezare                                                                                 | sat Acâș; comuna Acâș                           | „Moară”, La 300 m sud de moară pe malul stâng al râului Crasna                               | Epoca bronzului, Cultura Otomani              | Încarcă foto \| video | Raportează eroare |
| SM-I-s-B-05161 (RAN: 136722.06)       | Așezare                                                                                 | sat Acâș; comuna Acâș                           | „Moară”, La 1 km sud de moară pe malul stâng al râului Crasna                                | sec. I-IV p. Chr.                             | Încarcă foto \| video | Raportează eroare |
| SM-I-s-B-05162 (RAN: 136777.01)       | Așezare                                                                                 | sat Andrid; comuna Andrid                       | „Bika Domb”                                                                                  | Epoca bronzului                               | Încarcă foto \| video | Raportează eroare |
| SM-I-s-B-05163 (RAN: 136777.02)       | Așezare                                                                                 | sat Andrid; comuna Andrid                       | „Curtea C.A.P.”                                                                              | Epoca bronzului                               | Încarcă foto \| video | Raportează eroare |
| SM-I-s-B-05164 (RAN: 138681.01)       | Situl arheologic de la Berea, punct „Sanislău”                                          | sat Berea; comuna Sanislău                      | La 1 km vest de sat în curtea fostului S.M.A.                                                |                                               | Încarcă foto \| video | Raportează eroare |
| SM-I-m-B-05164.01                     | Așezare                                                                                 | sat Berea; comuna Sanislău                      | La 1 km vest de sat în curtea fostului S.M.A.                                                | Epoca medievală                               | Încarcă foto \| video | Raportează eroare |
| SM-I-m-B-05164.02                     | Așezare                                                                                 | sat Berea; comuna Sanislău                      | La 1 km vest de sat în curtea fostului S.M.A.                                                | Epoca bronzului                               | Încarcă foto \| video | Raportează eroare |
| SM-I-m-B-05164.03                     | Așezare                                                                                 | sat Berea; comuna Sanislău                      | La 1 km vest de sat în curtea fostului S.M.A.                                                | Neolitic                                      | Încarcă foto \| video | Raportează eroare |
| SM-I-s-B-05165 (RAN: 137041.08)       | Situl arheologic de la Berveni, punct „Râtul caprei”                                    | sat Berveni; comuna Berveni                     | „Râtul caprei”, la 200 m SE de comună și 200 m V de DN Satu Mare - Oradea 47.76°N 22.49167°E |                                               | Încarcă foto \| video | Raportează eroare |
| SM-I-m-B-05165.01 (RAN: 137041.08.02) | Așezare                                                                                 | sat Berveni; comuna Berveni                     | „Râtul caprei”, la 2,5 km NV de sat, Peleș Mare 47.76°N 22.49167°E                           | Latène                                        | Încarcă foto \| video | Raportează eroare |
| SM-I-m-B-05165.02 (RAN: 137041.08.03) | Așezare                                                                                 | sat Berveni; comuna Berveni                     | „Râtul caprei”, la 400 m N de comună, la 200 m V de fabrica de cânepă 47.76°N 22.49167°E     | Hallstatt                                     | Încarcă foto \| video | Raportează eroare |
| SM-I-s-B-05166 (RAN: 137078.01)       | Așezare                                                                                 | sat Bixad; comuna Bixad                         | „Cetățele”                                                                                   | Paleolitic                                    | Încarcă foto \| video | Raportează eroare |
| SM-I-s-B-05167                        | Așezare                                                                                 | sat Bixad; comuna Bixad                         | „Lutariu”                                                                                    | Paleolitic                                    | Încarcă foto \| video | Raportează eroare |
| SM-I-s-B-05168                        | Așezare                                                                                 | sat Bixad; comuna Bixad                         | „Fartati”                                                                                    | Paleolitic                                    | Încarcă foto \| video | Raportează eroare |
| SM-I-s-B-05169 (RAN: 136660.01)       | Așezare                                                                                 | sat aparținător Blaja; oraș Tășnad              | „Zolta”                                                                                      | Neolitic                                      | Încarcă foto \| video | Raportează eroare |
| SM-I-s-B-05170 (RAN: 137149.01)       | Cetate medievală                                                                        | sat Bogdand; comuna Bogdand                     | „Culmea Pietroasa”                                                                           | Epoca medievală                               | Încarcă foto \| video | Raportează eroare |
| SM-I-s-A-05171                        | Situl arheologic de la Boinești, punct „Belovar”                                        | sat Boinești; comuna Bixad                      | „Belovar”                                                                                    |                                               | Încarcă foto \| video | Raportează eroare |
| SM-I-m-B-05171.01                     | Așezare                                                                                 | sat Boinești; comuna Bixad                      | „Belovar”                                                                                    | Epoca bronzului, Cultura Suciu de Sus         | Încarcă foto \| video | Raportează eroare |
| SM-I-m-A-05171.02                     | Așezare                                                                                 | sat Boinești; comuna Bixad                      | „Belovar”                                                                                    | Paleolitic (gravettian)                       | Încarcă foto \| video | Raportează eroare |
| SM-I-m-A-05171.03                     | Așezare                                                                                 | sat Boinești; comuna Bixad                      | „Belovar”                                                                                    | Paleolitic (aurignacian)                      | Încarcă foto \| video | Raportează eroare |
| SM-I-m-A-05171.04                     | Așezare                                                                                 | sat Boinești; comuna Bixad                      | „Belovar”                                                                                    | Paleolitic (musterian)                        | Încarcă foto \| video | Raportează eroare |
| SM-I-s-B-05172 (RAN: 136535.02)       | Situl arheologic de la Carei, punct „Bobald”                                            | oraș Carei                                      | „Bobald” 47.67389°N 22.67028°E                                                               |                                               | Încarcă foto \| video | Raportează eroare |
| SM-I-m-B-05172.01 (RAN: 136535.02.06) | Necropolă                                                                               | oraș Carei                                      | „Bobald”                                                                                     | sec. XIV - XVI                                | Încarcă foto \| video | Raportează eroare |
| SM-I-m-B-05172.02 (RAN: 136535.02.05) | Ruine biserică cimiterială                                                              | oraș Carei                                      | „Bobald”                                                                                     | sec. XIV - XVI                                | Încarcă foto \| video | Raportează eroare |
| SM-I-m-B-05172.03 (RAN: 136535.02.02) | Așezare                                                                                 | oraș Carei                                      | „Bobald” 47.67389°N 22.67028°E                                                               | sec. XIV - XVI                                | Încarcă foto \| video | Raportează eroare |
| SM-I-m-B-05172.04 (RAN: 136535.02.07) | Așezare                                                                                 | oraș Carei                                      | „Bobald”                                                                                     | Epoca migrațiilor                             | Încarcă foto \| video | Raportează eroare |
| SM-I-m-B-05172.05 (RAN: 136535.02.03) | Așezare                                                                                 | oraș Carei                                      | „Bobald” 47.67389°N 22.67028°E                                                               | Latène                                        | Încarcă foto \| video | Raportează eroare |
| SM-I-m-B-05172.06 (RAN: 136535.02.01) | Așezare                                                                                 | oraș Carei                                      | „Bobald” 47.67389°N 22.67028°E                                                               | Epoca bronzului                               | Încarcă foto \| video | Raportează eroare |
| SM-I-m-B-05172.07 (RAN: 136535.02.04) | Așezare                                                                                 | oraș Carei                                      | „Bobald” 47.67389°N 22.67028°E                                                               | Neolitic                                      | Încarcă foto \| video | Raportează eroare |
| SM-I-s-B-05173 (RAN: 136535.01)       | Situl arheologic de la Carei, punct „Cozard”                                            | oraș Carei                                      | „Cozard”                                                                                     |                                               | Încarcă foto \| video | Raportează eroare |
| SM-I-m-B-05173.01 (RAN: 136535.01.03) | Așezare                                                                                 | oraș Carei                                      | „Cozard”                                                                                     | sec. XIV - XV                                 | Încarcă foto \| video | Raportează eroare |
| SM-I-m-B-05173.02 (RAN: 136535.01.01) | Așezare                                                                                 | oraș Carei                                      | „Cozard”                                                                                     | Eneolitic, Cultura Tiszapolgár                | Încarcă foto \| video | Raportează eroare |
| SM-I-s-B-05174 (RAN: 136571.01)       | Situl arheologic de la Cămin, punct „Podul Crasnei”                                     | sat Cămin; comuna Cămin                         | „Podul Crasnei”                                                                              |                                               | Încarcă foto \| video | Raportează eroare |
| SM-I-m-B-05174.01 (RAN: 136571.01.01) | Așezare                                                                                 | sat Cămin; comuna Cămin                         | „Podul Crasnei”                                                                              | Neolitic                                      | Încarcă foto \| video | Raportează eroare |
| SM-I-m-B-05174.02 (RAN: 136571.01.02) | Necropolă                                                                               | sat Cămin; comuna Cămin                         | „Podul Crasnei”                                                                              | Neolitic                                      | Încarcă foto \| video | Raportează eroare |
| SM-I-s-B-05175 (RAN: 136562.01)       | Așezare fortificată                                                                     | sat Căpleni; comuna Căpleni                     | „La Cetate”                                                                                  | Epoca bronzului, Cultura Otomani              | Încarcă foto \| video | Raportează eroare |
| SM-I-s-B-05176 (RAN: 137309.01)       | Situl arheologic de la Căuaș, punct „La Sighetiu”                                       | sat Căuaș; comuna Căuaș                         | „La Sighetiu” 47.58833°N 22.51278°E                                                          |                                               | Încarcă foto \| video | Raportează eroare |
| SM-I-m-B-05176.01 (RAN: 137309.01.01) | Așezare                                                                                 | sat Căuaș; comuna Căuaș                         | „La Sighetiu” 47.58833°N 22.51278°E                                                          | Hallstatt                                     | Încarcă foto \| video | Raportează eroare |
| SM-I-m-B-05176.02 (RAN: 137309.01.03) | Așezare                                                                                 | sat Căuaș; comuna Căuaș                         | „La Sighetiu” 47.58833°N 22.51278°E                                                          | Epoca bronzului                               | Încarcă foto \| video | Raportează eroare |
| SM-I-s-A-05177 (RAN: 138798.01)       | Așezare fortificată                                                                     | sat Chegea; comuna Săcășeni                     | „La Cetate”                                                                                  | Epoca bronzului                               | Încarcă foto \| video | Raportează eroare |
| SM-I-s-B-05178 (RAN: 137513.01)       | Așezare fortificată                                                                     | sat Crucișor; comuna Crucișor                   | „Dealu Pinții”                                                                               | Epoca medievală timpurie                      | Încarcă foto \| video | Raportează eroare |
| SM-I-s-B-05179 (RAN: 137559.01)       | Așezare                                                                                 | sat Culciu Mare; comuna Culciu                  | „Sub grădini”                                                                                | Epoca bronzului, Cultura Suciu de Sus         | Încarcă foto \| video | Raportează eroare |
| SM-I-s-B-05180 (RAN: 137595.01)       | Situl arheologic de la Culciu Mic, punct „La gropi de siloz”                            | sat Culciu Mic; comuna Culciu                   | „La gropi de siloz”                                                                          |                                               | Încarcă foto \| video | Raportează eroare |
| SM-I-m-B-05180.01 (RAN: 137595.01.03) | Așezare                                                                                 | sat Culciu Mic; comuna Culciu                   | „La gropi de siloz”                                                                          | sec. VIII - IX                                | Încarcă foto \| video | Raportează eroare |
| SM-I-m-B-05180.02 (RAN: 137595.01.02) | Așezare                                                                                 | sat Culciu Mic; comuna Culciu                   | „La gropi de siloz”                                                                          | sec. II - IV p. Chr.                          | Încarcă foto \| video | Raportează eroare |
| SM-I-m-B-05180.03 (RAN: 137595.01.01) | Așezare                                                                                 | sat Culciu Mic; comuna Culciu                   | „La gropi de siloz”                                                                          | Epoca bronzului                               | Încarcă foto \| video | Raportează eroare |
| SM-I-s-B-05181 (RAN: 136786.01)       | Așezare fortificată                                                                     | sat Dindești; comuna Andrid                     | „La Cetate”                                                                                  | Epoca bronzului, Cultura Otomani              | Încarcă foto \| video | Raportează eroare |
| SM-I-s-B-05182 (RAN: 138066.01)       | Situl arheologic de la Dumbrava, punct „La Cosma”                                       | sat Dumbrava; oraș Livada                       | „La Cosma”                                                                                   |                                               | Încarcă foto \| video | Raportează eroare |
| SM-I-m-B-05182.01 (RAN: 138066.01.02) | Așezare                                                                                 | sat Dumbrava; oraș Livada                       | „La Cosma”                                                                                   | Neolitic                                      | Încarcă foto \| video | Raportează eroare |
| SM-I-m-B-05182.02 (RAN: 138066.01.01) | Așezare                                                                                 | sat Dumbrava; oraș Livada                       | „La Cosma”                                                                                   | Eneolitic, Cultura Tiszapolgár                | Încarcă foto \| video | Raportează eroare |
| SM-I-s-A-05188 (RAN: 138093.03)       | Situl arheologic de la Dumbrava, punct „La Leșu”                                        | sat Dumbrava; comuna Medieșu Aurit              | „La Leșu” 47.83333°N 23.12139°E                                                              | sec. II - IV p. Chr.                          | Încarcă foto \| video | Raportează eroare |
| SM-I-s-A-05188.01                     | Situl arheologic de la Dumbrava, punct „La Leșu”                                        | sat Dumbrava; comuna Medieșu Aurit              | „La Leșu”                                                                                    | sec. II - IV p. Chr.                          | Încarcă foto \| video | Raportează eroare |
| SM-I-s-A-05188.02                     | Situl arheologic de la Dumbrava, punct „La Leșu”                                        | sat Dumbrava; comuna Medieșu Aurit              | „La Leșu”                                                                                    | sec. II - IV p. Chr.                          | Încarcă foto \| video | Raportează eroare |
| SM-I-m-A-05188.03 (RAN: 138093.03.02) | Necropola așezării                                                                      | sat Dumbrava; comuna Medieșu Aurit              | „La Leșu” 47.83333°N 23.12139°E                                                              | sec. II - IV p. Chr.                          | Încarcă foto \| video | Raportează eroare |
| SM-I-s-B-05183 (RAN: 137737.01)       | Situl arheologic de la Foieni, punct „Nisipăria veche”                                  | sat Foieni; comuna Foieni                       | „Nisipăria veche” 47.69833°N 22.36056°E                                                      |                                               | Încarcă foto \| video | Raportează eroare |
| SM-I-m-B-05183.01 (RAN: 137737.01.03) | Așezare                                                                                 | sat Foieni; comuna Foieni                       | „Nisipăria veche” 47.69833°N 22.36056°E                                                      | Epoca medievală timpurie                      | Încarcă foto \| video | Raportează eroare |
| SM-I-m-B-05183.02 (RAN: 137737.01.01) | Așezare                                                                                 | sat Foieni; comuna Foieni                       | „Nisipăria veche” 47.69833°N 22.36056°E                                                      | Hallstatt                                     | Încarcă foto \| video | Raportează eroare |
| SM-I-m-B-05183.03 (RAN: 137737.01.04) | Așezare                                                                                 | sat Foieni; comuna Foieni                       | „Nisipăria veche” 47.69833°N 22.36056°E                                                      | Eneolitic                                     | Încarcă foto \| video | Raportează eroare |
| SM-I-s-B-05184 (RAN: 137853.01)       | Câmp de tumuli                                                                          | sat Hodod; comuna Hodod                         | Extravilan, la un 1 km S de sat                                                              | Hallstatt                                     | Încarcă foto \| video | Raportează eroare |
| SM-I-s-A-05185 (RAN: 137979.04)       | Situl arheologic de la Lazuri                                                           | sat Lazuri; comuna Lazuri                       | La 3,5 km sud-est de centrul satului                                                         |                                               | Încarcă foto \| video | Raportează eroare |
| SM-I-m-B-05185.01                     | Așezare                                                                                 | sat Lazuri; comuna Lazuri                       | La 3,5 km sud-est de centrul satului                                                         | sec. VIII - IX                                | Încarcă foto \| video | Raportează eroare |
| SM-I-m-A-05185.02 (RAN: 137979.04.02) | Zonă de cuptoare ars ceramică                                                           | sat Lazuri; comuna Lazuri                       | La 3,5 km sud-est de centrul satului                                                         | sec. II - IV p. Chr.                          | Încarcă foto \| video | Raportează eroare |
| SM-I-m-A-05185.03 (RAN: 137979.04.03) | Așezare                                                                                 | sat Lazuri; comuna Lazuri                       | La 3,5 km sud-est de centrul satului                                                         | sec. II - IV p. Chr.                          | Încarcă foto \| video | Raportează eroare |
| SM-I-s-A-05186 (RAN: 137050.01)       | Așezarea fortificată de la Lucăceni, punct „Pe deal”                                    | sat Lucăceni; comuna Berveni                    | „Pe deal”                                                                                    |                                               | Încarcă foto \| video | Raportează eroare |
| SM-I-m-A-05186.01 (RAN: 137050.01.03) | Așezare fortificată                                                                     | sat Lucăceni; comuna Berveni                    | „Pe deal”                                                                                    | sec. XIII - XIV, Epoca medievală              | Încarcă foto \| video | Raportează eroare |
| SM-I-m-A-05186.02 (RAN: 137050.01.02) | Așezare fortificată                                                                     | sat Lucăceni; comuna Berveni                    | „Pe deal”                                                                                    | sec. II - III p. Chr.                         | Încarcă foto \| video | Raportează eroare |
| SM-I-m-A-05186.03 (RAN: 137050.01.01) | Așezare fortificată                                                                     | sat Lucăceni; comuna Berveni                    | „Pe deal”                                                                                    | Epoca bronzului                               | Încarcă foto \| video | Raportează eroare |
| SM-I-s-B-05187 (RAN: 138093.02)       | Cetatea Medieșu Aurit                                                                   | sat Medieșu Aurit; comuna Medieșu Aurit         |                                                                                              |                                               | Alte imagini          | Raportează eroare |
| SM-I-m-B-05187.01 (RAN: 138093.02.02) | Așezare fortificată cu zid de incintă din piatră                                        | sat Medieșu Aurit; comuna Medieșu Aurit         | 47.78722°N 23.11806°E                                                                        | sec. XIII - XIV, Epoca medievală              | Încarcă foto \| video | Raportează eroare |
| SM-I-m-B-05187.02 (RAN: 138093.02.01) | Așezare fortificată cu val de pământ                                                    | sat Medieșu Aurit; comuna Medieșu Aurit         | 47.78722°N 23.11806°E                                                                        | sec. IX - X                                   | Încarcă foto \| video | Raportează eroare |
| SM-I-s-A-05331                        | Ansamblul bisericii romano - catolice Medieșu Aurit                                     | sat Medieșu Aurit; comuna Medieșu Aurit         | Str. Principală 537                                                                          | sec. XV                                       | Încarcă foto \| video | Raportează eroare |
| SM-I-m-A-05331.01                     | Fundațiile bisericii romano - catolice                                                  | sat Medieșu Aurit; comuna Medieșu Aurit         | Str. Principală 537                                                                          | sec. XVI                                      | Încarcă foto \| video | Raportează eroare |
| SM-I-m-A-05331.02                     | Criptă                                                                                  | sat Medieșu Aurit; comuna Medieșu Aurit         | Str. Principală 538                                                                          | sec. XVI - XVII                               | Încarcă foto \| video | Raportează eroare |
| SM-I-s-A-05189 (RAN: 138547.01)       | Situl arheologic de la Pir, punct „S-E centru”                                          | sat Pir; comuna Pir                             | La sud-est de centrul localității                                                            |                                               | Încarcă foto \| video | Raportează eroare |
| SM-I-m-A-05189.01 (RAN: 138547.01.01) | Așezare fortificată                                                                     | sat Pir; comuna Pir                             | La sud-est de centrul localității                                                            | Epoca bronzului, Cultura Otomani              | Încarcă foto \| video | Raportează eroare |
| SM-I-m-A-05189.02 (RAN: 138547.01.02) | Necropolă                                                                               | sat Pir; comuna Pir                             | La sud-est de centrul localității                                                            | Epoca bronzului, Cultura Otomani              | Încarcă foto \| video | Raportează eroare |
| SM-I-s-A-05190 (RAN: 138583.02)       | Situl arheologic de la Pișcolț, punct „Nisipărie”                                       | sat Pișcolt; comuna Pișcolt                     | „Nisipărie”                                                                                  | sec. IV - III a. Chr.                         | Încarcă foto \| video | Raportează eroare |
| SM-I-m-A-05190.01 (RAN: 138583.02.05) | Așezare                                                                                 | sat Pișcolt; comuna Pișcolt                     | „Nisipărie”                                                                                  | sec. IV - III a. Chr.                         | Încarcă foto \| video | Raportează eroare |
| SM-I-m-A-05190.02 (RAN: 138583.02.03) | Necropolă                                                                               | sat Pișcolt; comuna Pișcolt                     | „Nisipărie”                                                                                  | sec. IV - III a. Chr.                         | Încarcă foto \| video | Raportează eroare |
| SM-I-s-B-05191 (RAN: 138583.01)       | Așezare                                                                                 | sat Pișcolt; comuna Pișcolt                     | „Lutărie” 47.57444°N 22.27111°E                                                              | sec. II - IV p. Chr.                          | Încarcă foto \| video | Raportează eroare |
| SM-I-s-B-05192 (RAN: 138146.01)       | Așezare fortificată                                                                     | sat Potău; comuna Medieșu Aurit                 | „La Ciuncaș”                                                                                 | Epoca bronzului, Cultura Otomani              | Încarcă foto \| video | Raportează eroare |
| SM-I-s-A-05193 (RAN: 138422.01)       | Situl arheologic de la Remetea Oașului, punct „Malu Turului”                            | sat Remetea Oașului; comuna Orașu Nou           | „Malu Turului”                                                                               |                                               | Încarcă foto \| video | Raportează eroare |
| SM-I-m-A-05193.01 (RAN: 138422.01.02) | Așezare                                                                                 | sat Remetea Oașului; comuna Orașu Nou           | „Malu Turului”                                                                               | Paleolitic (gravettian)                       | Încarcă foto \| video | Raportează eroare |
| SM-I-m-A-05193.02 (RAN: 138422.01.03) | Așezare                                                                                 | sat Remetea Oașului; comuna Orașu Nou           | „Malu Turului”                                                                               | Paleolitic (aurignacian)                      | Încarcă foto \| video | Raportează eroare |
| SM-I-m-A-05193.03 (RAN: 138422.01.04) | Așezare                                                                                 | sat Remetea Oașului; comuna Orașu Nou           | „Malu Turului”                                                                               | Paleolitic (musterian)                        | Încarcă foto \| video | Raportează eroare |
| SM-I-s-B-05194 (RAN: 138547.01)       | Situl arheologic de la Sanislău, punct 1                                                | sat Sanislău; comuna Sanislău                   | În grădina fostului SMA                                                                      |                                               | Încarcă foto \| video | Raportează eroare |
| SM-I-m-B-05194.01                     | Așezare                                                                                 | sat Sanislău; comuna Sanislău                   | În grădina fostului SMA                                                                      | sec. VIII - IX                                | Încarcă foto \| video | Raportează eroare |
| SM-I-m-B-05194.02                     | Așezare                                                                                 | sat Sanislău; comuna Sanislău                   | În grădina fostului SMA                                                                      | Epoca bronzului, Cultura Baden                | Încarcă foto \| video | Raportează eroare |
| SM-I-m-B-05194.03                     | Așezare                                                                                 | oraș Sanislău                                   | În grădina fostului SMA                                                                      | Epoca neolitică                               | Încarcă foto \| video | Raportează eroare |
| SM-I-s-B-05195 (RAN: 138789.01)       | Situl arheologic de la Săcășeni, punct „Cetate”                                         | sat Săcășeni; comuna Săcășeni                   | La 3 km sud de biserica din Huta Chegii                                                      |                                               | Încarcă foto \| video | Raportează eroare |
| SM-I-m-B-05195.01 (RAN: 138789.01.02) | Așezare fortificată                                                                     | sat Săcășeni; comuna Săcășeni                   | La 3 km sud de biserica din Huta Chegii                                                      | Epoca medievală timpurie                      | Încarcă foto \| video | Raportează eroare |
| SM-I-m-B-05195.02 (RAN: 138789.01.01) | Așezare fortificată                                                                     | sat Săcășeni; comuna Săcășeni                   | La 3 km sud de biserica din Huta Chegii                                                      | Epoca migrațiilor                             | Încarcă foto \| video | Raportează eroare |
| SM-I-s-B-05196 (RAN: 136955.01)       | Fortificație cu zid de incintă din piatră                                               | sat Tămășeni; comuna Bătarci                    | Platoul „cetate (varhegy)”                                                                   | sec. XIII-XV                                  | Încarcă foto \| video | Raportează eroare |
| SM-I-s-B-05197 (RAN: 136651.01)       | Așezare                                                                                 | oraș Tășnad                                     | „La Sere” 47.47417°N 22.56833°E                                                              | Neolitic, Cultura Starčevo-Criș               | Încarcă foto \| video | Raportează eroare |
| SM-I-s-B-05198 (RAN: 139223.02)       | Situl arheologic de la Turulung, punct „Dealu pustiu, Turulung”                         | sat Turulung; comuna Turulung                   | „Dealu pustiu”                                                                               |                                               | Încarcă foto \| video | Raportează eroare |
| SM-I-m-B-05198.01 (RAN: 139223.02.03) | Așezare                                                                                 | sat Turulung; comuna Turulung                   | „Dealu pustiu”                                                                               | sec. VI - VII                                 | Încarcă foto \| video | Raportează eroare |
| SM-I-m-B-05198.02 (RAN: 139223.02.02) | Așezare                                                                                 | sat Turulung; comuna Turulung                   | „Dealu pustiu”                                                                               | sec. II - III p. Chr.                         | Încarcă foto \| video | Raportează eroare |
| SM-I-m-B-05198.03 (RAN: 139223.02.04) | Așezare                                                                                 | sat Turulung; comuna Turulung                   | „Dealu pustiu”                                                                               | Neolitic                                      | Încarcă foto \| video | Raportează eroare |
| SM-I-s-B-05199 (RAN: 139223.01)       | Așezare                                                                                 | sat Turulung; comuna Turulung                   | „Canton”                                                                                     | Epoca bronzului                               | Încarcă foto \| video | Raportează eroare |
| SM-I-s-B-05200 (RAN: 139269.01)       | Situl arheologic de la Urziceni, punct „Vade Ret”                                       | sat Urziceni; comuna Urziceni                   | „Vade Ret” 47.74667°N 22.395°E                                                               |                                               | Încarcă foto \| video | Raportează eroare |
| SM-I-m-B-05200.01 (RAN: 139269.01.03) | Necropolă                                                                               | sat Urziceni; comuna Urziceni                   | „Vade Ret” 47.74667°N 22.395°E                                                               | sec. XIII-XIV                                 | Încarcă foto \| video | Raportează eroare |
| SM-I-m-B-05200.02 (RAN: 139269.01.02) | Așezare                                                                                 | sat Urziceni; comuna Urziceni                   | „Vade Ret” 47.74667°N 22.395°E                                                               | Perioada de tranziție la epoca bronzului      | Încarcă foto \| video | Raportează eroare |
| SM-I-m-B-05200.03 (RAN: 139269.01.01) | Așezare                                                                                 | sat Urziceni; comuna Urziceni                   | „Vade Ret” 47.74667°N 22.395°E                                                               | Neolitic                                      | Încarcă foto \| video | Raportează eroare |
| SM-II-m-A-05201 (RAN: 136492.08)      | Palatul Episcopiei romano-catolice                                                      | municipiul Satu Mare                            | Str. 1 Decembrie 1918 2 47.79258°N 22.87826°E                                                | 1805-1851, adăugiri 1858, 1892                | Alte imagini          | Raportează eroare |
| SM-II-m-B-05202                       | Biserica „Sf. Arhangheli Mihail și Gavriil”                                             | municipiul Satu Mare                            | Str. 1 Decembrie 1918 4 47.79225°N 22.87962°E                                                | 1932-1937                                     |                       | Raportează eroare |
| SM-II-m-B-05203                       | Capela Familiei Popp                                                                    | municipiul Satu Mare                            | Str. Cimitirului 2                                                                           | 1935-1936                                     |                       | Raportează eroare |
| SM-II-m-B-05204                       | Spitalul de boli contagioase                                                            | municipiul Satu Mare                            | Str. Corvinilor 45                                                                           | 1879                                          |                       | Raportează eroare |
| SM-II-m-B-05205                       | Casa Muhi                                                                               | municipiul Satu Mare                            | Str. Crasna 1                                                                                | sec. XIX                                      |                       | Raportează eroare |
| SM-II-m-B-05206                       | Biblioteca județeană                                                                    | municipiul Satu Mare                            | Str. Decebal 2                                                                               | 1886                                          | Alte imagini          | Raportează eroare |
| SM-II-a-B-05207                       | Ansamblul sinagogii                                                                     | municipiul Satu Mare                            | Str. Decebal 4-6 47.7908°N 22.8745°E                                                         | 1889                                          | Alte imagini          | Raportează eroare |
| SM-II-m-B-05207.01                    | Sinagogă                                                                                | municipiul Satu Mare                            | Str. Decebal 4 47.79051°N 22.87422°E                                                         | 1889                                          |                       | Raportează eroare |
| SM-II-m-B-05207.02                    | Casă de rugăciune                                                                       | municipiul Satu Mare                            | Str. Decebal 6                                                                               | 1889                                          |                       | Raportează eroare |
| SM-II-m-B-05208                       | Convictul episcopal, azi Liceul „Unio” și Liceul nr. 7                                  | municipiul Satu Mare                            | Str. Eminescu Mihai 1                                                                        | 1842, adăugiri 1916                           |                       | Raportează eroare |
| SM-II-m-B-05209                       | Biserica „Calvaria”                                                                     | municipiul Satu Mare                            | Str. Eminescu Mihai 3 47.79037°N 22.87535°E                                                  | 1907-1909 Albin Tischler (arhitect)           |                       | Raportează eroare |
| SM-II-m-B-05210                       | Colegiul „Mihai Eminescu”                                                               | municipiul Satu Mare                            | Str. Eminescu Mihai 5 47.7896°N 22.8763°E                                                    | 1912                                          |                       | Raportează eroare |
| SM-II-m-B-05211                       | Spitalul călugărițelor misericordiene, azi secția psihiatrie a Spitalului Municipal     | municipiul Satu Mare                            | Piața Eroilor Revoluției 2                                                                   | 1833-1838                                     |                       | Raportează eroare |
| SM-II-m-B-05212                       | Spitalul Lükö Béla                                                                      | municipiul Satu Mare                            | Piața Eroilor Revoluției 3                                                                   | înc. sec. XX                                  |                       | Raportează eroare |
| SM-II-m-B-05213                       | Internatul Pázmany, azi Grădinițacultului catolic                                       | municipiul Satu Mare                            | Str. Georgescu Gabriel 12                                                                    | 1909                                          |                       | Raportează eroare |
| SM-II-m-B-05214                       | Baia comunală                                                                           | municipiul Satu Mare                            | Parcul Grădina Romei 47.79337°N 22.88761°E                                                   | 1901                                          |                       | Raportează eroare |
| SM-II-m-B-05215                       | Gara Satu Mare                                                                          | municipiul Satu Mare                            | Str. Grivița 1 47.79541°N 22.89341°E                                                         | 1899 Ferenc Pfaff                             |                       | Raportează eroare |
| SM-II-m-B-05219                       | Casa Ormos                                                                              | municipiul Satu Mare                            | Str. Horea 2                                                                                 | înc. sec. XIX                                 |                       | Raportează eroare |
| SM-II-m-B-05216                       | Teatrul de Nord                                                                         | municipiul Satu Mare                            | Str. Horea 3                                                                                 | 1889-1892                                     |                       | Raportează eroare |
| SM-II-m-B-05217                       | Hotel Victoria, azi spații comerciale și locuințe                                       | municipiul Satu Mare                            | Str. Horea 4                                                                                 | înc. sec. XX                                  |                       | Raportează eroare |
| SM-II-a-B-05218                       | Ansamblul urban „Strada Horea”                                                          | municipiul Satu Mare                            | Str. Horea 4-10, 5-13                                                                        | sec. XIX - XX                                 |                       | Raportează eroare |
| SM-II-a-A-05220                       | Ansamblul urban „Piața Libertății”                                                      | municipiul Satu Mare                            | Piața Libertății, cu toate imobilele de pe cele patru laturi                                 | sec. XVIII, XIX, XX                           |                       | Raportează eroare |
| SM-II-m-A-05221                       | Hotel Dacia                                                                             | municipiul Satu Mare                            | Piața Libertății 8 47.79358°N 22.87481°E                                                     | 1902 Bálint Zoltán, Jámbor Lajos (arhitecți:) |                       | Raportează eroare |
| SM-II-m-B-05222                       | Casa Albă                                                                               | municipiul Satu Mare                            | Piața Libertății 17                                                                          | 1911-1912                                     |                       | Raportează eroare |
| SM-II-m-B-05223                       | Casa breslei cizmarilor                                                                 | municipiul Satu Mare                            | Piața Libertății 18                                                                          | 1830                                          | Alte imagini          | Raportează eroare |
| SM-II-m-A-05224 (RAN: 136492.05)      | Casa Vécsey, azi Muzeul de Artă                                                         | municipiul Satu Mare                            | Piața Libertății 21 47.79125°N 22.87576°E                                                    | 1798-1842                                     |                       | Raportează eroare |
| SM-II-m-A-05225 (RAN: 136492.04)      | Catedrala romano-catolică „Înălțarea Domnului”                                          | municipiul Satu Mare                            | Piața Libertății 24 47.79258°N 22.87535°E                                                    | 1837 Hild József (arhitect)                   | Alte imagini          | Raportează eroare |
| SM-II-m-B-05226                       | Biserica „Adormirea Maicii Domnului”                                                    | municipiul Satu Mare                            | Bd. Lucaciu Vasile Parc                                                                      | 1937-1938 G.P. Liteanu (arhitect)             |                       | Raportează eroare |
| SM-II-m-B-05227                       | Palatul CFR                                                                             | municipiul Satu Mare                            | Bd. Lucaciu Vasile 1                                                                         | 1905                                          |                       | Raportează eroare |
| SM-II-a-B-05228                       | Ansamblul urban „Bulevardul Vasile Lucaciu”                                             | municipiul Satu Mare                            | Bd. Lucaciu Vasile 3-19 și 23-29; 37,43-49; 57                                               | sec. XIX - XX                                 |                       | Raportează eroare |
| SM-II-m-B-05229                       | Casa dr. Vasile Lucaciu                                                                 | municipiul Satu Mare                            | Bd. Lucaciu Vasile 11                                                                        | 1902                                          |                       | Raportează eroare |
| SM-II-m-B-05230                       | Vechea Prefectură, azi Muzeul Județean Satu Mare                                        | municipiul Satu Mare                            | Bd. Lucaciu Vasile 21 47.79277°N 22.88231°E                                                  | 1936 G.P. Liteanu (arhitect)                  |                       | Raportează eroare |
| SM-II-m-B-05231                       | Farmacia nr. 7                                                                          | municipiul Satu Mare                            | Str. Maniu Iuliu 1                                                                           | 1895                                          |                       | Raportează eroare |
| SM-II-m-B-05232                       | Farmacia Tabajdi, azi Farmacia nr. 5                                                    | municipiul Satu Mare                            | Str. Micu Klein Samuel 4                                                                     | 1901-1911                                     |                       | Raportează eroare |
| SM-II-m-A-05233                       | Turnul Pompierilor                                                                      | municipiul Satu Mare                            | Str. Mihai Viteazul 1 47.79437°N 22.87587°E                                                  | 1903-1904 Ferencz Dittler (arhitect)          |                       | Raportează eroare |
| SM-II-m-B-05234                       | Fosta Cazarmă a Pompierilor, azi locuințe și spații pentru birouri                      | municipiul Satu Mare                            | Str. Mihai Viteazul 1                                                                        | 1906                                          |                       | Raportează eroare |
| SM-II-a-B-05235                       | Ansamblul urban „Strada Mihai Viteazul”                                                 | municipiul Satu Mare                            | Str. Mihai Viteazul 1-12, 14-18, 20-23, 28-30                                                | sec. XIX                                      |                       | Raportează eroare |
| SM-II-m-B-05236                       | Poștă, azi Oficiul poștal nr. 1                                                         | municipiul Satu Mare                            | Str. Mihai Viteazul 2                                                                        | 1907                                          |                       | Raportează eroare |
| SM-II-m-B-05237                       | Cazino, azi restaurantul „Miorița”                                                      | municipiul Satu Mare                            | Str. Mihai Viteazul 5                                                                        | sf. sec. XIX                                  |                       | Raportează eroare |
| SM-II-m-B-05238                       | Palatul Justiției                                                                       | municipiul Satu Mare                            | Str. Mihai Viteazul 8                                                                        | 1896-1897                                     |                       | Raportează eroare |
| SM-II-m-B-05239                       | Banca Națională, azi Inspectoratul de Poliție                                           | municipiul Satu Mare                            | Str. Mihai Viteazul 11                                                                       | 1910                                          |                       | Raportează eroare |
| SM-II-m-B-05240                       | Casa Soós                                                                               | municipiul Satu Mare                            | Str. Mircea cel Bătrân 6                                                                     | sf. sec. XIX                                  |                       | Raportează eroare |
| SM-II-m-B-05241                       | Casa Alexandru Ferențiu                                                                 | municipiul Satu Mare                            | Str. Mircea cel Bătrân 8                                                                     | sec. XIX                                      |                       | Raportează eroare |
| SM-II-a-B-05245                       | Ansamblul urban „Strada Paris”                                                          | municipiul Satu Mare                            | Str. Paris 1-51                                                                              | 1848-1863                                     |                       | Raportează eroare |
| SM-II-m-B-05242                       | Liceul „Kölcsey Ferenc”                                                                 | municipiul Satu Mare                            | Piața Păcii 5                                                                                | 1822                                          |                       | Raportează eroare |
| SM-II-m-B-05243                       | Liceul reformat                                                                         | municipiul Satu Mare                            | Piața Păcii 7                                                                                | înc. sec. XX                                  |                       | Raportează eroare |
| SM-II-m-A-05244 (RAN: 136492.03)      | Biserica reformată „Cu lanțuri”                                                         | municipiul Satu Mare                            | Piața Păcii 8 47.79555°N 22.87527°E                                                          | 1788-1807 Zsigmond Preinlich (arhitect)       | Alte imagini          | Raportează eroare |
| SM-II-m-B-20252                       | Casă de locuit                                                                          | municipiul Satu Mare                            | Str. Slavici Ioan 4                                                                          | sec. XIX                                      |                       | Raportează eroare |
| SM-II-a-B-05246                       | Ansamblul urban „Strada Ștefan cel Mare”                                                | municipiul Satu Mare                            | Str. Ștefan cel Mare 1-27, 2-24                                                              | sec. XIX                                      |                       | Raportează eroare |
| SM-II-a-B-05249                       | Ansamblul urban „Bulevardul Traian”                                                     | municipiul Satu Mare                            | Bd. Traian 1-4                                                                               | sec. XIX - XX                                 |                       | Raportează eroare |
| SM-II-m-B-05247                       | Casă                                                                                    | municipiul Satu Mare                            | Calea Traian 14                                                                              | înc. sec. XX                                  |                       | Raportează eroare |
| SM-II-m-B-05248                       | Grădinița „Samus”                                                                       | municipiul Satu Mare                            | Calea Traian 16                                                                              | înc. sec. XX                                  |                       | Raportează eroare |
| SM-II-m-B-05250                       | Sinagogă                                                                                | municipiul Satu Mare                            | Str. Țibleșului 7                                                                            | sec. XIX                                      |                       | Raportează eroare |
| SM-II-m-B-05251                       | Școala generală nr. 5                                                                   | municipiul Satu Mare                            | Str. Wolfenbüttel 6                                                                          | 1903                                          |                       | Raportează eroare |
| SM-II-a-A-05252                       | Ansamblul bisericii „Hildegarda”                                                        | municipiul Satu Mare                            | Str. Wolfenbüttel 40                                                                         | 1856, adăugiri 1902 - 1903                    |                       | Raportează eroare |
| SM-II-m-A-05252.01                    | Biserica Hildegarda, azi biserica romano-catolică „Evanghelistul Ioan”                  | municipiul Satu Mare                            | Str. Wolfenbüttel 40                                                                         | 1856, adăugiri 1902 - 1903                    |                       | Raportează eroare |
| SM-II-m-A-05252.02                    | Claustru, azi casă parohială                                                            | municipiul Satu Mare                            | Str. Wolfenbüttel 40                                                                         | 1856, adăugiri 1902 - 1903                    |                       | Raportează eroare |
| SM-II-m-A-05253 (RAN: 136722.01)      | Biserica reformată                                                                      | sat Acâș; comuna Acâș                           | Str. Mihăienilor 236 47.5375°N 22.77555°E                                                    | sf. sec. XIII, rest. sec. XVII, XIX           |                       | Raportează eroare |
| SM-II-m-B-05254                       | Biserica „Sf. Dumitru”                                                                  | sat Aciua; comuna Pomi                          | Str. Principală 97                                                                           | 1862                                          | Încarcă foto \| video | Raportează eroare |
| SM-II-m-B-05255                       | Casa în care s-a născut poetul maghiar Ady Endre                                        | sat Ady Endre; comuna Căuaș                     | Str. Principală 20 47.58288°N 22.61807°E                                                     | înc. sec. XIX                                 |                       | Raportează eroare |
| SM-II-m-B-05256 (RAN: 137201.01)      | Biserica reformată                                                                      | sat Agriș; comuna Agriș                         | Str. Principală 967                                                                          | sec. XV                                       | Alte imagini          | Raportează eroare |
| SM-II-m-B-05257                       | Biserica „Sf. Arhangheli Mihail și Gavriil”                                             | sat Amați; comuna Păulești                      | Str. Principală 210                                                                          | 1880                                          | Încarcă foto \| video | Raportează eroare |
| SM-II-m-B-05258                       | Biserica „Pogorârea Sf. Duh”                                                            | sat Apa; comuna Apa                             | Str. De Sus 441                                                                              | sec. XIX                                      | Încarcă foto \| video | Raportează eroare |
| SM-II-m-B-05259 (RAN: 136811.06)      | Biserica reformată                                                                      | sat Apa; comuna Apa                             | Str. Florilor 80                                                                             | 1640                                          |                       | Raportează eroare |
| SM-II-a-A-05261 (RAN: 136857.02)      | Ruinele cetății Károlyi                                                                 | oraș Ardud                                      | Str. Cetății 32 47.65414°N 22.88786°E                                                        | 1481, reconstruit 1730                        | Alte imagini          | Raportează eroare |
| SM-II-m-B-05262 (RAN: 136857.03)      | Biserica romano-catolică „Fecioara Maria”                                               | oraș Ardud                                      | Str. Ștefan cel Mare 74                                                                      | 1482, ref. 1860                               |                       | Raportează eroare |
| SM-II-m-B-05263 (RAN: 137693.01)      | Biserica reformată                                                                      | sat Atea; comuna Dorolț                         | Str. Principală 43                                                                           | sec. XV                                       | Încarcă foto \| video | Raportează eroare |
| SM-II-m-B-05264                       | Biserica „Nașterea Maicii Domnului”                                                     | sat Bârsău de Sus; comuna Bârsău                | Str. Deal 123                                                                                | 1828                                          | Încarcă foto \| video | Raportează eroare |
| SM-II-m-B-05265 (RAN: 136973.01)      | Biserica romano-catolică „Sf. Ladislau”                                                 | sat Beltiug; comuna Beltiug                     | Str. Bisericii 617                                                                           | 1482, ref.1862                                | Încarcă foto \| video | Raportează eroare |
| SM-II-m-B-05320 (RAN: 137988.01)      | Biserica reformată                                                                      | sat Bercu; comuna Lazuri                        | Str. Principală 8                                                                            | sec. XVI                                      | Încarcă foto \| video | Raportează eroare |
| SM-II-a-B-05266 (RAN: 137078.02)      | Mănăstirea „Sf. Apostoli Petru și Pavel”                                                | sat Bixad; comuna Bixad                         | Str. Mănăstirii 573                                                                          | 1769-1771                                     |                       | Raportează eroare |
| SM-II-m-B-05266.01                    | Biserica „Sf. Apostoli Petru și Pavel” a mănăstirii Bixad                               | sat Bixad; comuna Bixad                         | Str. Mănăstirii 573                                                                          | 1769-1771                                     |                       | Raportează eroare |
| SM-II-m-B-05267                       | Biserica „Nașterea Maicii Domnului”                                                     | sat Bixad; comuna Bixad                         | Str. Principală 111                                                                          | 1881                                          | Încarcă foto \| video | Raportează eroare |
| SM-II-m-B-05268                       | Casă țărănească, azi Muzeul Vasile Șipoș                                                | sat Bogdand; comuna Bogdand                     | Str. Principală 85 47.41506°N 22.93447°E                                                     | sec. XIX                                      | Încarcă foto \| video | Raportează eroare |
| SM-II-m-B-05269 (RAN: 137087.02)      | Ruinele falansterului familiei Pásztory                                                 | sat Boinești; comuna Bixad                      | extravilan                                                                                   | sec. XVIII                                    | Încarcă foto \| video | Raportează eroare |
| SM-II-m-B-05270 (RAN: 136982.02)      | Biserica de lemn „Adormirea Maicii Domnului”                                            | sat Bolda; comuna Beltiug                       | Str. Principală 31                                                                           | sec. XVIII                                    | Alte imagini          | Raportează eroare |
| SM-II-m-B-05347                       | Biserica romano-catolică „Sf. Vasile”                                                   | sat Borlești; comuna Pomi                       | Str. Principală 162                                                                          | 1847                                          | Încarcă foto \| video | Raportează eroare |
| SM-II-m-B-05348                       | Biserica „Sf. Arhangheli Mihail și Gavriil”                                             | sat Borlești; comuna Pomi                       | Str. Principală 197                                                                          | 1800                                          | Încarcă foto \| video | Raportează eroare |
| SM-II-m-B-05271 (RAN: 137194.01)      | Curia Kallay Antal, azi motel                                                           | sat Botiz; comuna Botiz                         | Str. Mioriței 98                                                                             | sec. XVIII                                    | Încarcă foto \| video | Raportează eroare |
| SM-II-a-B-05272                       | Ansamblul urban „Bulevardul 1 Decembrie 1918”                                           | oraș Carei                                      | Bd. 1 Decembrie 1918 1-56                                                                    | sec. XIX                                      | Încarcă foto \| video | Raportează eroare |
| SM-II-m-B-05274                       | Casă, azi spațiu comercial                                                              | oraș Carei                                      | Bd. 1 Decembrie 1918 12                                                                      | 1890-1900                                     | Încarcă foto \| video | Raportează eroare |
| SM-II-m-B-05276                       | Banca Agricolă                                                                          | oraș Carei                                      | Bd. 1 Decembrie 1918 19                                                                      | 1890-1900                                     | Încarcă foto \| video | Raportează eroare |
| SM-II-m-B-05275                       | Societatea bancară „Albina”, azi sediul Cooperației Satu Mare                           | oraș Carei                                      | Bd. 1 Decembrie 1918 21                                                                      | 1920                                          | Încarcă foto \| video | Raportează eroare |
| SM-II-m-B-05277                       | Judecătoria Carei                                                                       | oraș Carei                                      | Bd. 1 Decembrie 1918 34                                                                      | 1880-1890                                     | Încarcă foto \| video | Raportează eroare |
| SM-II-m-B-05278 (RAN: 136535.11)      | Hanul „Steaua de Aur”, azi cazarma unității de grăniceri                                | oraș Carei                                      | Bd. 1 Decembrie 1918 40 47.6878°N 22.4631°E                                                  | 1805                                          |                       | Raportează eroare |
| SM-II-a-A-05273 (RAN: 136535.09)      | Mănăstirea Piariștilor, azi ansamblul bisericii romano-catolice „Sf. Iosif de Calasanz” | oraș Carei                                      | Str. 1 Decembrie 1918 54-56                                                                  | 1723                                          |                       | Raportează eroare |
| SM-II-m-A-05273.02                    | Claustrul surorilor                                                                     | oraș Carei                                      | Str. 1 Decembrie 1918 54                                                                     | 1846-1848                                     | Încarcă foto \| video | Raportează eroare |
| SM-II-m-A-05273.01                    | Biserica mănăstirii, azi biserica romano-catolică „Sf. Iosif de Calasanz”               | oraș Carei                                      | Str. 1 Decembrie 1918 56                                                                     | 1769 - 1778, ref.1857 - 1860                  |                       | Raportează eroare |
| SM-II-a-A-05280 (RAN: 136535.04)      | Ansamblul castelului Károlyi                                                            | oraș Carei                                      | Piața 25 Octombrie 1 47.68378°N 22.46731°E                                                   | 1794, ref.1894 Arthur Meinig (arhitect)       | Alte imagini          | Raportează eroare |
| SM-II-m-A-05280.01                    | Castelul Károlyi                                                                        | oraș Carei                                      | Piața 25 Octombrie 1 47.68398°N 22.46677°E                                                   | 1794, ref. 1894 Arthur Meinig (arhitect)      |                       | Raportează eroare |
| SM-II-s-A-05280.02                    | Parc dendrologic                                                                        | oraș Carei                                      | Piața 25 Octombrie 1 47.68396°N 22.46686°E                                                   | sec. XVIII                                    |                       | Raportează eroare |
| SM-II-a-B-05281                       | Ansamblul urban „Strada Culturii”                                                       | oraș Carei                                      | Str. Culturii 1, 2, 20, 15-27                                                                | sec. XIX                                      |                       | Raportează eroare |
| SM-II-m-B-05279                       | Tipografie                                                                              | oraș Carei                                      | Str. Doina 1                                                                                 | 1880-1890                                     | Încarcă foto \| video | Raportează eroare |
| SM-II-a-B-05282                       | Ansamblul urban „Strada Doina”                                                          | oraș Carei                                      | Str. Doina 1-15, 14-24                                                                       | sec. XIX                                      | Încarcă foto \| video | Raportează eroare |
| SM-II-m-B-05284                       | Protopopiatul Ortodox                                                                   | oraș Carei                                      | Str. Doina 9                                                                                 | 1887-1890                                     | Încarcă foto \| video | Raportează eroare |
| SM-II-m-B-05283 (RAN: 136535.08)      | Biserica „Sf. Arhangheli Mihail și Gavriil”                                             | oraș Carei                                      | Str. Doina 11                                                                                | 1760-1766                                     | Încarcă foto \| video | Raportează eroare |
| SM-II-m-B-05285 (RAN: 136535.07)      | Biserica greco-catolică „Sf. Arhangheli Mihail și Gavriil”                              | oraș Carei                                      | Str. Doina 13                                                                                | 1737-1739                                     |                       | Raportează eroare |
| SM-II-m-B-05286                       | Farmacia Veche                                                                          | oraș Carei                                      | Piața Iancu Avram 15                                                                         | 1890-1900                                     | Încarcă foto \| video | Raportează eroare |
| SM-II-a-A-05287                       | Ansamblul urban „Strada Avram Iancu”                                                    | oraș Carei                                      | Str. Iancu Avram 2-36, 11, 17                                                                | sec. XIX                                      | Încarcă foto \| video | Raportează eroare |
| SM-II-m-B-05288                       | Inspectoratul de Poliție                                                                | oraș Carei                                      | Str. Independenței 1 47.6903°N 22.4628°E                                                     | 1880-1885                                     |                       | Raportează eroare |
| SM-II-m-B-05289                       | Casa Kaffka Margit                                                                      | oraș Carei                                      | Str. Kaffka Margit 4                                                                         | 1905                                          | Încarcă foto \| video | Raportează eroare |
| SM-II-a-B-05290                       | Ansamblul urban „Strada Vasile Lucaciu”                                                 | oraș Carei                                      | Str. Lucaciu Vasile 12-16, 19-41                                                             | sec. XIX                                      | Încarcă foto \| video | Raportează eroare |
| SM-II-m-B-05291                       | Reședința comitatului Satu Mare, azi Grup școlar „Iuliu Maniu”                          | oraș Carei                                      | Str. Maniu Iuliu 20                                                                          | 1848                                          | Încarcă foto \| video | Raportează eroare |
| SM-II-m-B-05294 (RAN: 136535.10)      | Biserica reformată                                                                      | oraș Carei                                      | Str. Rakoczi Ferenc 16                                                                       | 1746-1752,1792 - 1800                         |                       | Raportează eroare |
| SM-II-m-B-05292                       | Casa Comunitară romano-catolică „Sf. Ladislau”                                          | oraș Carei                                      | Str. Someș 14                                                                                | 1910-1912                                     | Încarcă foto \| video | Raportează eroare |
| SM-II-m-B-05293                       | Biserica luterană                                                                       | oraș Carei                                      | Str. Tireamului 11                                                                           | 1823                                          |                       | Raportează eroare |
| SM-II-m-B-05295 (RAN: 127238.07)      | Casa Mărcuț Iacob a lui Grigor                                                          | sat Călinești-Oaș; comuna Călinești-Oaș         | 331 A 47.91019°N 23.27188°E                                                                  | 1727                                          | Încarcă foto \| video | Raportează eroare |
| SM-II-m-B-05296                       | Mănăstirea franciscanilor „Sf. Anton”                                                   | sat Căpleni; comuna Căpleni                     | Str. Mare 495                                                                                | 1714-1722                                     | Încarcă foto \| video | Raportează eroare |
| SM-II-m-B-05296.01                    | Biserica romano-catolică „Sf. Anton”                                                    | sat Căpleni; comuna Căpleni                     | Str. Mare 495                                                                                | 1722                                          | Încarcă foto \| video | Raportează eroare |
| SM-II-m-B-05296.02                    | Claustrul mânăstirii franciscane                                                        | sat Căpleni; comuna Căpleni                     | Str. Mare 495                                                                                | 1722                                          | Încarcă foto \| video | Raportează eroare |
| SM-II-m-B-05297                       | Biserica „Sf. Arhangheli Mihail și Gavriil”                                             | sat Cărășeu; comuna Culciu                      | Str. Românească 314                                                                          | 1895-1896                                     | Încarcă foto \| video | Raportează eroare |
| SM-II-m-B-05298                       | Casa în care s-a născut pictorul Aurel Popp (1879-1960)                                 | sat Căuaș; comuna Căuaș                         | Str. Principală 8 47.78847°N 22.87871°E                                                      | sf. sec. XIX                                  | Încarcă foto \| video | Raportează eroare |
| SM-II-m-B-05299                       | Biserica „Sf. Arhangheli Mihail și Gavriil”                                             | sat Certeze; comuna Certeze                     | Str. Principală 380                                                                          | 1817                                          | Încarcă foto \| video | Raportează eroare |
| SM-II-m-B-05300                       | Casamuzeuazonei Codru                                                                   | sat Chilia; comuna Homoroade                    | Str. Principală 110                                                                          | sf. sec. XIX - înc.sec. XX                    | Încarcă foto \| video | Raportează eroare |
| SM-II-m-B-05301                       | Biserica romano-catolică „Sf. Ștefan”                                                   | sat Ciumești; comuna Sanislău                   | Str. Bisericii 316                                                                           | 1856                                          | Încarcă foto \| video | Raportează eroare |
| SM-II-m-B-05302 (RAN: 138690.06)      | Biserica reformată                                                                      | sat Ciumești; comuna Sanislău                   | Str. Mare 345                                                                                | sec. XV                                       | Încarcă foto \| video | Raportează eroare |
| SM-II-m-B-05303 (RAN: 137167.01)      | Biserica de lemn „Sf. Arhangheli Mihail și Gavriil”                                     | sat Corund; comuna Bogdand                      | Str. Principală 165                                                                          | 1723                                          |                       | Raportează eroare |
| SM-II-m-B-05304 (RAN: 137452.01)      | Biserica „Sf. Arhangheli Mihail și Gavriil”                                             | sat Craidorolț; comuna Craidorolț               | Str. Principală 42                                                                           | 1770                                          | Încarcă foto \| video | Raportează eroare |
| SM-II-m-B-05305 (RAN: 137452.02)      | Biserica reformată                                                                      | sat Craidorolț; comuna Craidorolț               | Str. Principală 110                                                                          | sec. XVII, transf.1869                        | Încarcă foto \| video | Raportează eroare |
| SM-II-m-B-05306 (RAN: 137700.01)      | Biserica romano-catolică „Maica Domnului”                                               | sat Dara; comuna Dorolț                         | Str. Principală 34                                                                           | 1739-1769                                     | Încarcă foto \| video | Raportează eroare |
| SM-II-m-B-05307                       | Biserica „Sf. Nicolae”                                                                  | sat Dindești; comuna Andrid                     | Str. Principală 156                                                                          | 1800                                          | Încarcă foto \| video | Raportează eroare |
| SM-II-m-B-05308 (RAN: 137470.01)      | Biserica reformată                                                                      | sat Eriu Sâncrai; comuna Craidorolț             | Str. Principală 182                                                                          | sec. XVI                                      | Încarcă foto \| video | Raportează eroare |
| SM-II-m-B-05309 (RAN: 137737.11)      | Biserica romano-catolică „Sf. Arhanghel Mihail”                                         | sat Foieni; comuna Foieni                       | Str. Principală 470                                                                          | 1785                                          | Încarcă foto \| video | Raportează eroare |
| SM-II-m-B-05310                       | Biserica „Nașterea Maicii Domnului”                                                     | sat Gherța Mică; comuna Gherța Mică             | Str. Principală 598                                                                          | 1873                                          | Încarcă foto \| video | Raportează eroare |
| SM-II-m-B-05311 (RAN: 137773.04)      | Biserica reformată                                                                      | sat Halmeu; comuna Halmeu                       | Str. Eliberării 85                                                                           | sec. XV                                       | Încarcă foto \| video | Raportează eroare |
| SM-II-m-B-05312 (RAN: 137773.03)      | Biserica romano-catolică „Sf. Iosif”                                                    | sat Halmeu; comuna Halmeu                       | Str. Eliberării 87                                                                           | sec. XVIII                                    | Încarcă foto \| video | Raportează eroare |
| SM-II-a-B-05313                       | Ansamblul conacului Wesselényi                                                          | sat Hodod; comuna Hodod                         | Str. Principală 164 47.4069°N 23.02689°E                                                     | sec. XVIII Josef Leder                        | Încarcă foto \| video | Raportează eroare |
| SM-II-m-B-05313.01                    | Conacul Wesselényi                                                                      | sat Hodod; comuna Hodod                         | Str. Principală 164                                                                          | 1763-1776                                     | Încarcă foto \| video | Raportează eroare |
| SM-II-m-B-05313.02                    | Anexă, azi Cămin cultural și spații comerciale                                          | sat Hodod; comuna Hodod                         | Str. Principală 164                                                                          | sec. XIX                                      | Încarcă foto \| video | Raportează eroare |
| SM-II-a-B-05314                       | Conacul Degenfeld                                                                       | sat Hodod; comuna Hodod                         | Str. Principală 199 47.40336°N 23.02566°E                                                    | sec. XVIII                                    | Încarcă foto \| video | Raportează eroare |
| SM-II-m-B-05314.01                    | Conacul Degenfeld, azi Centru Cultural al cultului reformat                             | sat Hodod; comuna Hodod                         | Str. Principală 199                                                                          | 1790-1810                                     | Încarcă foto \| video | Raportează eroare |
| SM-II-m-B-05314.02                    | Grânar                                                                                  | sat Hodod; comuna Hodod                         | Str. Principală 199                                                                          |                                               | Încarcă foto \| video | Raportează eroare |
| SM-II-m-B-05315                       | Biserica reformată                                                                      | sat Hodod; comuna Hodod                         | Str. Principală 205                                                                          | sec. XV                                       | Încarcă foto \| video | Raportează eroare |
| SM-II-m-B-05316 (RAN: 137853.05)      | Casă parohială                                                                          | sat Hodod; comuna Hodod                         | Str. Principală 206                                                                          | 1776                                          | Încarcă foto \| video | Raportează eroare |
| SM-II-m-B-05317                       | Biserica „Sf. Arhangheli Mihail și Gavriil”                                             | sat Hotoan; comuna Căuaș                        | Str. Principală 114                                                                          | 1800                                          | Încarcă foto \| video | Raportează eroare |
| SM-II-m-B-05318                       | Biserica „Sf. Arhangheli Mihail și Gavriil”                                             | sat Hurezu Mare; comuna Supur                   | Str. Românească 138                                                                          | 1700                                          | Încarcă foto \| video | Raportează eroare |
| SM-II-m-B-05319 (RAN: 137979.02)      | Biserica reformată                                                                      | sat Lazuri; comuna Lazuri                       | Str. Principală 201                                                                          | sec. XVI, transf. sec. XIX                    | Încarcă foto \| video | Raportează eroare |
| SM-II-m-B-05321 (RAN: 137871.03)      | Biserica de lemn „Sf. Arhangheli Mihail și Gavriil”                                     | sat Lelei; comuna Hodod                         | 277                                                                                          | sec. XVIII                                    |                       | Raportează eroare |
| SM-II-m-B-05322                       | Clopotnița de lemn a bisericii reformate                                                | sat Lelei; comuna Hodod                         | Str. Principală 51                                                                           | sec. XVIII                                    | Încarcă foto \| video | Raportează eroare |
| SM-II-m-B-05323                       | Biserica „Sf. Arhangheli Mihail și Gavriil”                                             | sat Lipău; comuna Culciu                        | Str. Bisericii 205                                                                           | 1836                                          | Încarcă foto \| video | Raportează eroare |
| SM-II-m-B-05324 (RAN: 138048.02)      | Biserica ucraineană „Acoperământul Maicii Domnului”                                     | oraș Livada                                     | Str. 23 August 14                                                                            | 1700                                          | Încarcă foto \| video | Raportează eroare |
| SM-II-m-B-05325 (RAN: 138048.05)      | Biserica reformată                                                                      | oraș Livada                                     | Str. 23 August 40                                                                            | 1457, modif. 1779                             | Încarcă foto \| video | Raportează eroare |
| SM-II-m-B-05326 (RAN: 138048.04)      | Castelul Vecsey, azi tabărășcolară                                                      | oraș Livada                                     | Str. Oașului 5 47.86206°N 23.12514°E                                                         | 1760                                          | Încarcă foto \| video | Raportează eroare |
| SM-II-m-B-05327 (RAN: 138048.03)      | Biserica „Aflarea Sf. Cruci”                                                            | oraș Livada                                     | Str. Scânteii 1                                                                              | 1799                                          | Încarcă foto \| video | Raportează eroare |
| SM-II-m-B-05328                       | Biserica „Sf. Arhangheli Mihail și Gavriil”                                             | localitate componentă Mădăras; oraș Ardud       | Str. Principală 398                                                                          | 1832                                          | Încarcă foto \| video | Raportează eroare |
| SM-II-m-B-05330                       | Biserica „Sf. Arhangheli Mihail și Gavriil”                                             | sat Măriuș; comuna Valea Vinului                | Str. Principală 165                                                                          | 1825                                          | Încarcă foto \| video | Raportează eroare |
| SM-II-a-A-05332 (RAN: 138093.05)      | Ruinele castelului Lónyai                                                               | sat Medieșu Aurit; comuna Medieșu Aurit         | Str. Principală 157A 47.47864°N 23.13294°E                                                   | 1620-1657                                     | Alte imagini          | Raportează eroare |
| SM-II-m-B-05333                       | Biserica reformată                                                                      | sat Micula; comuna Micula                       | Str. Principală 49                                                                           | 1832                                          | Încarcă foto \| video | Raportează eroare |
| SM-II-m-B-05334 (RAN: 138262.01)      | Biserica „Maica Domnului”                                                               | sat Moftinu Mare; comuna Moftin                 | Str. Principală 58                                                                           | 1793-1797                                     | Încarcă foto \| video | Raportează eroare |
| SM-II-m-B-05335                       | Biserica „Sf. Arhangheli Mihail și Gavriil”                                             | sat Moișeni; comuna Certeze                     | Str. Principală 336                                                                          | 1936                                          | Încarcă foto \| video | Raportează eroare |
| SM-II-m-B-05336 (RAN: 137880.01)      | Biserica reformată                                                                      | sat Nadișu Hododului; comuna Hodod              | Str. Principală 99                                                                           | sec. XV                                       | Încarcă foto \| video | Raportează eroare |
| SM-II-a-A-05337                       | Muzeul Etnografic al Țării Oașului (secția în aer liber)                                | oraș Negrești Oaș                               | Str. Livezilor 3-5 47.86876°N 23.42992°E                                                     | sec. XIX                                      | Alte imagini          | Raportează eroare |
| SM-II-m-B-05338                       | Biserica „Nașterea Maicii Domnului”                                                     | oraș Negrești-Oaș                               | Str. Livezilor 2                                                                             | 1848                                          | Încarcă foto \| video | Raportează eroare |
| SM-II-m-B-05339 (RAN: 137997.02)      | Biserica reformată                                                                      | sat Nisipeni; comuna Lazuri                     | Str. Principală 108                                                                          | sec. XVI                                      | Încarcă foto \| video | Raportează eroare |
| SM-II-m-B-05340                       | Biserica greco-catolică „Sf. Maria, Regina Cerului”                                     | sat Noroieni; comuna Lazuri                     | Str. Principală 57                                                                           | 1810                                          | Încarcă foto \| video | Raportează eroare |
| SM-II-m-B-05341 (RAN: 138229.02)      | Biserica reformată                                                                      | sat Odoreu; comuna Odoreu                       | Str. Mihai Viteazul 102                                                                      | 1586                                          | Încarcă foto \| video | Raportează eroare |
| SM-II-m-B-05342                       | Biserica „Sf. Arhangheli Mihail și Gavriil”                                             | sat Odoreu; comuna Odoreu                       | Str. Mihai Viteazul 104                                                                      | 1823                                          | Încarcă foto \| video | Raportează eroare |
| SM-II-m-B-05343                       | Biserica „Sf. Arhangheli Mihail și Gavriil”                                             | sat Peleș; comuna Lazuri                        | Str. Principală 154                                                                          | 1828                                          | Încarcă foto \| video | Raportează eroare |
| SM-II-m-B-05344 (RAN: 138510.01)      | Biserica „Sf. Elisabeta”                                                                | sat Petrești; comuna Petrești                   | Str. Pișcolțului 67                                                                          | 1786-1878                                     |                       | Raportează eroare |
| SM-II-m-B-05345 (RAN: 138547.04)      | Biserica reformată                                                                      | sat Pir; comuna Pir                             | 212                                                                                          | sec. XV                                       | Încarcă foto \| video | Raportează eroare |
| SM-II-m-B-05346 (RAN: 138583.03)      | Biserica reformată                                                                      | sat Pișcolt; comuna Pișcolt                     | Str. Libertății 328 47.57929°N 22.29662°E                                                    | sec. XV                                       | Alte imagini          | Raportează eroare |
| SM-II-m-B-21147                       | Biserica Ortodoxă Sf. Arhangheli Mihail și Gavril                                       | sat Pișcolt; comuna Pișcolt                     | Str. Victoriei nr. 58 47.57962°N 22.2991°E                                                   |                                               | Încarcă foto \| video | Raportează eroare |
| SM-II-m-B-05349                       | Biserica „Nașterea Maicii Domnului”                                                     | sat Porumbești; comuna Halmeu                   | Str. Principală 480                                                                          | 1831                                          | Încarcă foto \| video | Raportează eroare |
| SM-II-m-B-05350                       | Biserica „Nașterea Maicii Domnului”                                                     | sat Prilog; comuna Orașu Nou                    | Str. Bisericii 260                                                                           | 1864                                          | Încarcă foto \| video | Raportează eroare |
| SM-II-m-B-05351                       | Biserica „Adormirea Maicii Domnului”                                                    | sat Racșa; comuna Orașu Nou                     | str. Principală 340                                                                          | 1858                                          | Încarcă foto \| video | Raportează eroare |
| SM-II-m-B-05352 (RAN: 138672.04)      | Biserica „Sf. Arhangheli Mihail și Gavriil”                                             | sat Sanislău; comuna Sanislău                   | Str. Ogorului                                                                                | sec. XVIII                                    |                       | Raportează eroare |
| SM-II-m-B-05353 (RAN: 138789.02)      | Biserica reformată                                                                      | sat Săcășeni; comuna Săcășeni                   | Str. Mare 480                                                                                | 1760                                          | Încarcă foto \| video | Raportează eroare |
| SM-II-m-B-05354 (RAN: 136697.02)      | Biserica „Sf. Grigore Teologul”                                                         | localitate aparținătoare Sărăuad; oraș Tășnad   | Str. Bisericii 343                                                                           | 1777                                          | Încarcă foto \| video | Raportează eroare |
| SM-II-m-B-05355 (RAN: 138903.01)      | Biserica de lemn „Sf. Arhangheli Mihail și Gavriil”                                     | sat Soconzel; comuna Socond                     | Str. Principală 116                                                                          | 1777                                          |                       | Raportează eroare |
| SM-II-m-B-05356 (RAN: 138912.01)      | Biserica de lemn „Intrarea Maicii Domnului în Biserică”                                 | sat Stâna; comuna Socond                        | Str. Principală 55 47.50388°N 22.95916°E                                                     | sec. XVIII                                    |                       | Raportează eroare |
| SM-II-m-B-05357 (RAN: 138994)         | Biserica „Sf. Arhangheli Mihail și Gavriil”                                             | sat Supuru de Sus; comuna Supur                 | Str. Principală 152                                                                          | 1789                                          | Încarcă foto \| video | Raportează eroare |
| SM-II-m-B-05358 (RAN: 137023.01)      | Biserica romano-catolică „Sf. Erasmus”                                                  | sat Șandra; comuna Beltiug                      | Str. Principală 3                                                                            | 1783                                          | Încarcă foto \| video | Raportează eroare |
| SM-II-m-B-05359 (RAN: 136651.04)      | Castelul Cserey - Fischer, azi Muzeul orășenesc Tășnad                                  | oraș Tășnad                                     | Str. Lăcrămioarelor 14 47.47743°N 22.58249°E                                                 | 1771                                          | Încarcă foto \| video | Raportează eroare |
| SM-II-m-B-05360 (RAN: 136651.05)      | Biserica reformată                                                                      | oraș Tășnad                                     | Str. Ștefan cel Mare 2 47.47613°N 22.58183°E                                                 | 1476, modif. 1776, 1867                       |                       | Raportează eroare |
| SM-II-m-B-05361                       | Biserica „Sf. Arhangheli Mihail și Gavriil”                                             | sat Tătărești; comuna Viile Satu Mare           | Str. Bisericii 5                                                                             | 1814                                          | Încarcă foto \| video | Raportează eroare |
| SM-II-m-B-05362                       | Casa Egli Maria                                                                         | sat Tiream; comuna Tiream                       | 479                                                                                          | sec. XIX                                      | Încarcă foto \| video | Raportează eroare |
| SM-II-m-B-05363                       | Biserica „Sf. Dumitru”                                                                  | localitate aparținătoare Tur; oraș Negrești Oaș | Str. Principală 546                                                                          | 1850                                          | Încarcă foto \| video | Raportează eroare |
| SM-II-m-B-05364                       | Biserica „Sf. Arhangheli Mihail și Gavriil”                                             | sat Turț; comuna Turț                           | Str. Călinețe 240                                                                            | 1836                                          | Încarcă foto \| video | Raportează eroare |
| SM-II-m-B-05365 (RAN: 139223.06)      | Castelul Perényi, azi școală generală                                                   | sat Turulung; comuna Turulung                   | Str. Podului 23 47.9322°N 23.08453°E                                                         | sec. XVIII, transf. 1848                      | Încarcă foto \| video | Raportează eroare |
| SM-II-m-B-05366 (RAN: 139223.05)      | Biserica „Maica Domnului”                                                               | sat Turulung; comuna Turulung                   | Str. Principală 17                                                                           | sec. XVIII                                    | Încarcă foto \| video | Raportează eroare |
| SM-II-m-B-05367 (RAN: 139223.04)      | Biserica reformată                                                                      | sat Turulung; comuna Turulung                   | Str. Principală 18                                                                           | sec. XVIII                                    | Încarcă foto \| video | Raportează eroare |
| SM-II-m-B-05368 (RAN: 137498.01)      | Biserica „Sf. Arhangheli Mihail și Gavriil”                                             | sat Țeghea; comuna Craidorolț                   | Str. Principală 73                                                                           | 1767                                          | Încarcă foto \| video | Raportează eroare |
| SM-II-m-B-05369 (RAN: 136759.02)      | Biserica „Sf. Arhangheli Mihail și Gavriil”                                             | sat Unimăt; comuna Acâș                         | Str. De Sus 50                                                                               | 1779                                          | Încarcă foto \| video | Raportează eroare |
| SM-II-m-B-05370 (RAN: 139269.04)      | Capela „Sf. Ioan Nepomuk”                                                               | sat Urziceni; comuna Urziceni                   | În cimitir, zona „via Neagră”                                                                | 1772                                          | Încarcă foto \| video | Raportează eroare |
| SM-II-m-B-05371 (RAN: 139269.05)      | Biserica Romano - Catolică „Aflarea Sfintei Cruci”                                      | sat Urziceni; comuna Urziceni                   | Str. Cămin 180                                                                               | 1751                                          | Încarcă foto \| video | Raportează eroare |
| SM-II-m-B-05372                       | Casa Aloisie Tăutu                                                                      | sat Valea Vinului; comuna Valea Vinului         | Str. Principală 303 47.71855°N 23.18943°E                                                    | sec. XIX                                      | Încarcă foto \| video | Raportează eroare |
| SM-II-m-B-05373                       | Biserica „Sf. Arhangheli Mihail și Gavriil”                                             | sat Vama; comuna Vama                           | Str. Principală 709                                                                          | 1840                                          | Încarcă foto \| video | Raportează eroare |
| SM-II-m-B-05374 (RAN: 139367.01)      | Biserica reformată                                                                      | sat Vetiș; comuna Vetiș                         | Str. Principală 89                                                                           | 1460                                          | Încarcă foto \| video | Raportează eroare |
| SM-II-m-B-05375 (RAN: 139134.03)      | Biserica ortodoxă „Schimbarea la față”                                                  | sat Vezendiu; comuna Tiream                     | Str. Principală 231                                                                          | 1700                                          | Încarcă foto \| video | Raportează eroare |
| SM-II-m-B-05376                       | Biserica ortodoxă „Sf. Arh. Mihail și Gavriil”                                          | sat Viile Satu Mare; comuna Viile Satu Mare     | Str. Codrului 105                                                                            | 1839-1862                                     | Încarcă foto \| video | Raportează eroare |
| SM-III-m-B-05377                      | Bustul lui Ioan Slavici                                                                 | municipiul Satu Mare                            | Bd. Coandă Henri, în fața Liceului economic                                                  | 1968                                          |                       | Raportează eroare |
| SM-III-m-B-05378                      | Bustul lui Mihai Eminescu                                                               | municipiul Satu Mare                            | Str. Eminescu Mihai 5                                                                        | 1958                                          |                       | Raportează eroare |
| SM-III-m-B-05379                      | Bustul lui Mihai Eminescu                                                               | municipiul Satu Mare                            | Str. Eminescu Mihai 5, în clădirea colegiului „Mihai Eminescu”                               | 1951                                          | Încarcă foto \| video | Raportează eroare |
| SM-III-m-B-05380                      | Bustul dr. Lükö Béla                                                                    | municipiul Satu Mare                            | Piața Eroilor Revoluției                                                                     | 1941                                          |                       | Raportează eroare |
| SM-III-m-A-05381                      | Statuia lui Vasile Lucaciu                                                              | municipiul Satu Mare                            | Piața Libertății Parc                                                                        | 1936                                          |                       | Raportează eroare |
| SM-III-m-A-05382                      | Monumentul ostașului român                                                              | oraș Carei                                      | Bd. 25 Octombrie                                                                             | 1964                                          |                       | Raportează eroare |
| SM-IV-m-B-05384                       | Capela dr. Lükö Béla                                                                    | municipiul Satu Mare                            | Str. Cimitirului 2                                                                           | 1936                                          | Încarcă foto \| video | Raportează eroare |
| SM-IV-m-B-05383                       | Monumentul ostașului român                                                              | municipiul Satu Mare                            | Piața Lucaciu Vasile                                                                         | 1963                                          |                       | Raportează eroare |
| SM-IV-m-B-05386                       | Casa și atelierul pictorului Aurel Popp                                                 | municipiul Satu Mare                            | Str. Popp Aurel 11                                                                           | înc. sec. XX                                  |                       | Raportează eroare |
| SM-IV-m-B-05385                       | Atelierul graficianului Erdős Paul                                                      | municipiul Satu Mare                            | Pasajul Ruha Istvan                                                                          | înc. sec. XX                                  |                       | Raportează eroare |
| SM-IV-m-B-05387                       | Casa Memorială „Dr. Vasile Lucaciu”                                                     | sat Apa; comuna Apa                             | Str. Principală 246                                                                          | sec. XIX                                      |                       | Raportează eroare |
| SM-IV-m-B-05388                       | Casa în care s-a născut poetul Kölcsey Ferenc, azi casa parohială                       | sat Săuca; comuna Săuca                         | Str. Principală 38                                                                           | a doua jum. sec. XVIII                        | Încarcă foto \| video | Raportează eroare |